# Markenrechtsvertrag
Der Markenrechtsvertrag (englisch Trademark Law Treaty oder TLT) ist ein internationales Abkommen, welches die Vereinheitlichung der Registrierungsverfahren nationaler Eintragungsbehörden (z. B. Deutsches Patent- und Markenamt) zum Ziel hat. Er trat am 1. August 1996 in Kraft. Stand August 2022 sind dem TLT 54 Staaten beigetreten. Das TLT wird von der Weltorganisation für geistiges Eigentum (WIPO) in Genf verwaltet.
Im Jahre 2006 wurde in Singapur die Weiterentwicklung des TLT, der Singapore Treaty, beschlossen, die am 16. März 2009 in Kraft getreten ist.